# (69261) Филарет
(69261) Филарет (лат. Philaret) — типичный астероид главного пояса, открыт 23 декабря 1982 года советским астрономом Людмилой Карачкиной в Крымской астрофизической обсерватории и 5 октября 2017 года назван в честь святителя Филарета.

## Обнаружение и именование
(69261) Филарет
Открыт 23 декабря 1982 года в Научном Л. Г. Карачкиной.
Филарет (Василий Михайлович Дроздов, 1783—1867) — митрополит Московский и Коломенский. Был почётным членом Императорской академии наук и ординарным академиком по кафедре русского языка и литературы. Название предложено Н. Н. Дроздовым.
Оригинальный текст (англ.)69261 Philaret
Discovered 1982 Dec. 23 by L. G. Karachkina at Nauchnyj.
Philaret (Vasily Mikhailovich Drozdov, 1783—1867), metropolitan bishop of Moscow and Kolomna, was an honorary member of the Imperial Academy of Sciences, and ordinary academician in the Department of Russian Language and Literature. Name suggested by N. N. Drozdov.
Источники: MPC batch dated 2017-10-05; M.P.C. 106502.

## Орбита

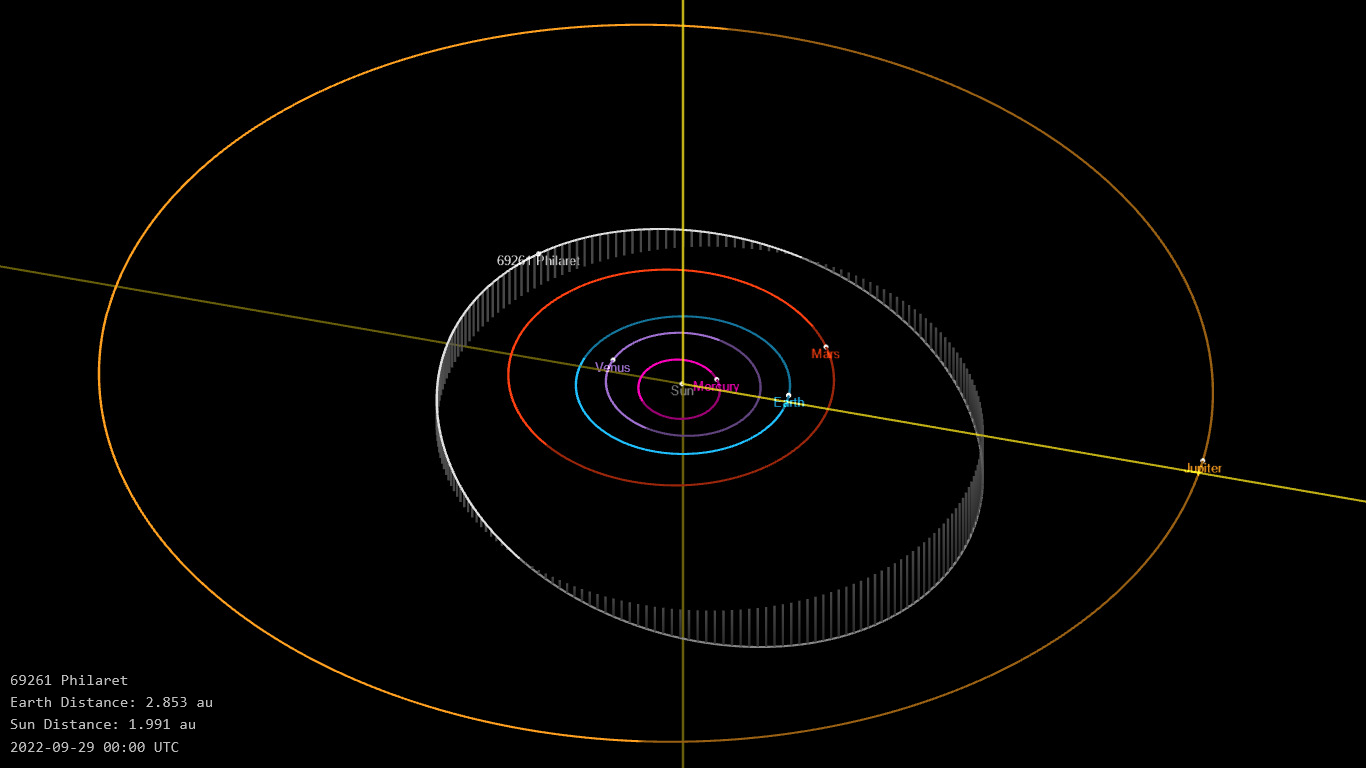
Орбита астероида Филарет и его положение в Солнечной системе

## Физические характеристики
Астероид относится к таксономическому классу C.
По результатам наблюдений в видимом и ближнем инфракрасном диапазоне космического телескопа NEOWISE диаметр астероида сначала оценивался равным 6,27±1,90 км, позже — 7,087±0,238 км, 9,30±2,45 км и 8,03±2,63 км. Согласно тем же источникам альбедо оценивается как 0,10±0,09, 0,106±0,032, 0,039±0,023 и 0,063±0,048.